# 広橋仲子
広橋 仲子（ひろはし ちゅうし/なかこ、藤原 仲子、紀 仲子 、暦応2年/延元4年（1339年） - 応永34年5月20日（1427年6月14日））は、室町時代の女性。女院。後光厳天皇の典侍で、後円融天皇の生母。広橋兼綱（藤原氏）の養女で、実父は石清水八幡宮祠官善法寺通清（紀氏）。生母は四辻宮尊雅王の娘（法名智仙聖通）とされる。院号は崇賢門院（すげんもんいん）。姉妹に紀良子（足利義詮側室、足利義満生母）、伊達政宗正室輪王寺殿がいる。比丘尼御所の大慈院（南御所）開基とされる。

## 生涯
後光厳天皇の典侍となり、延文3年（1358年）に緒仁親王（後円融天皇）を、貞治元年（1362年）に熙永親王（永助入道親王）を、同2年（1363年）に尭仁法親王を、応安4年（1371年）に尭性法親王を産む。同7年（1374年）11月従三位に叙され、同8年（1375年）1月に落飾、康暦2年（1380年）1月准三宮宣下を受けた。永徳2年（1382年）には後円融天皇が後小松天皇に譲位。同3年（1383年）後円融上皇が妃の三条厳子を打擲する事件があり、駆け付けた仲子は酒を勧めて後円融を宥めつつ、出血の止まらない厳子が治療のために退出できるようはからっている。その後、後円融が持仏堂に立て籠もり、切腹すると宣言した際も宥めて事なきを得ている。同年4月25日に院号宣下があり、崇賢門院の院号を与えられた。 応永34年（1427年）5月20日、89歳で死去した。『新後拾遺和歌集』以下の勅撰集に8首入集。